# ピーター・フォン・ヘイデンスタム
ピーター・フォン・ヘイデンスタム（Peter von Heidenstam,1708年8月11日 − 1783年1月8日）は、スウェーデン人の医師。
かつてスウェーデン王の侍医を務めていた。

## 生涯
ドイツ、ハイデのディットマールシェン（Dithmarschen）出身。1736年医学博士。1747年までアドルフ・フレドリクの宮廷で侍医を務めた。
ストックホルムで亡くなる。

## 家族

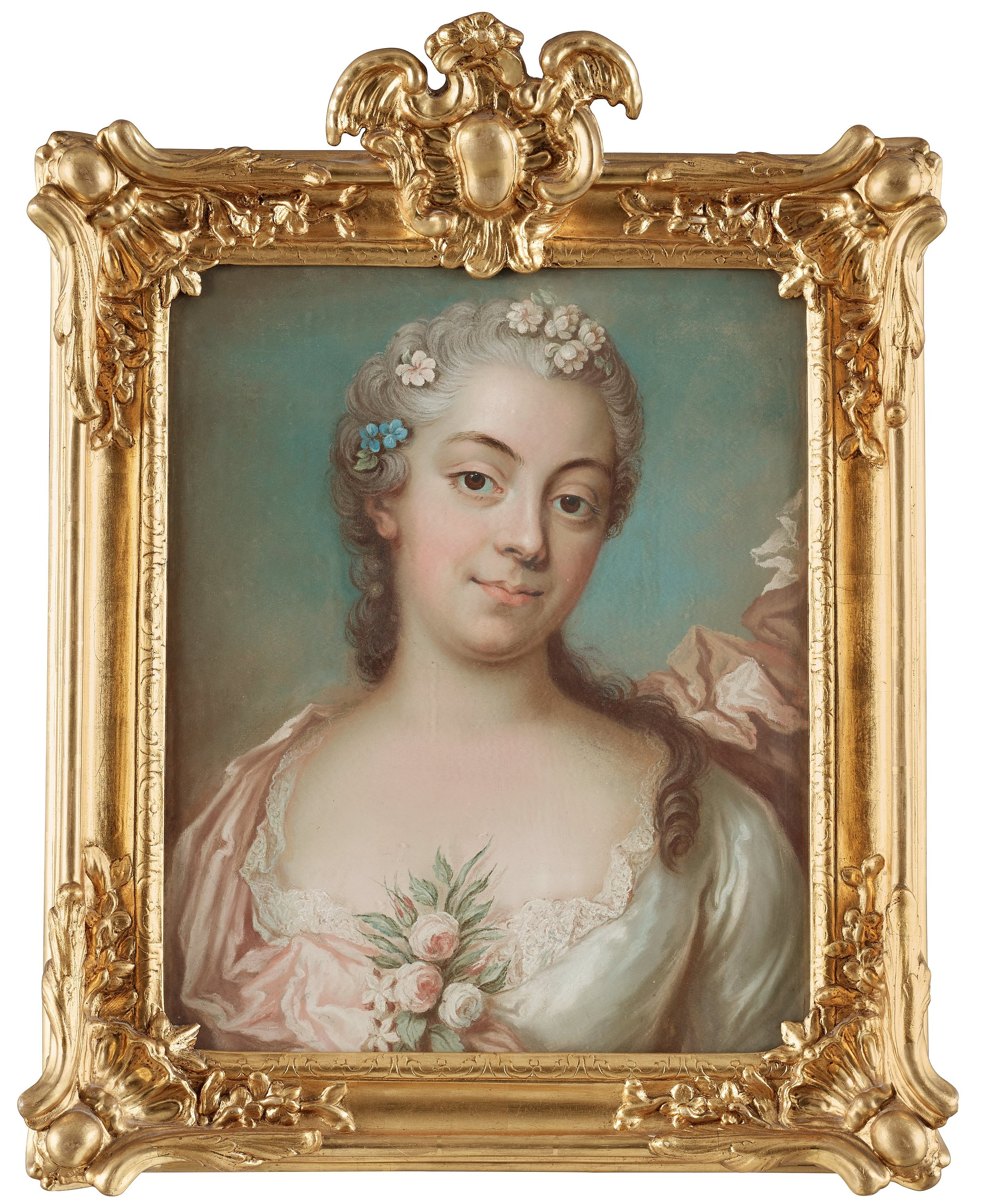
クリスティーナ・グローエン（2番目の妻）

グスタフ・フォン・ヘイデンスタム、ヴェルネル・フォン・ヘイデンスタムは子孫に当たる。

## 参考資料
- Dietrich Korth: Heidenstam, Peter von. In: Schleswig-Holsteinisches Biographisches Lexikon. Bd. 3. Karl Wachholtz Verlag, Neumünster 1974, S. 151f.